# Joe Stephens
Josheph Allen "Joe" Stephens (Riverside, California; 28 de enero de 1973) es un exjugador de baloncesto estadounidense que jugó tres temporadas en la NBA, además de hacerlo en la CBA y en diversas ligas internacionales. Con 2,01 metros de estatura, lo hacía en la posición de alero.

## Trayectoria deportiva

### Universidad
Jugó dos temporadas con los Buffaloes de la Universidad de Colorado, siendo transferido en 1993 a los Trojans de la Universidad Arkansas-Little Rock, donde jugó otras dos, en las que promedió 7,6 puntos y 4,4 rebotes por partido.

### Profesional
Tras no ser elegido en el Draft de la NBA de 1996, jugó en la CBA y en la liga argentina hasta que en febrero de 1997 fichó con los Houston Rockets por diez días, equipo con el que había estado probando durante el verano. Allí disputó sólo dos partidos en los que anotó tres puntos.
Tras un breve paso por los Panteras de Miranda de la liga venezolana, regresó a los Rockets en la temporada siguiente, disputando siete partidos en los que promedió 3,9 puntos. Tras un intento fallido de fichaje por los Utah Jazz, regresó a la CBA hasta que fue reclamado por los Vancouver Grizzlies al comienzo de la temporada 1999-00. Jugó 13 partidos en el equipo canadiense, en los que promedió 3,2 puntos y 2,8 rebotes.
En 2000 fichó por el ASVEL Lyon-Villeurbanne de la liga francesa con los que disputó la efímera Suproliga, en la que promedió 11,9 puntos y 4,5 rebotes por partido. Acabó su carrera jugando en Japón y en Líbano.

## Estadísticas de su carrera en la NBA

### Temporada regular
| Temporada | Edad | Equipo              | Liga | Pos. | P  | TIT | MIN | TC  | TCA  | %TC  | 3P  | 3PA  | %3P  | 2P  | 2PA  | %2P  | TL  | TLA | %TL  | R.OF. | R.DEF. | REB  | ASIS | ROB  | TAP | PER  | FP   | PTS  |
| 1996-97   | 24   | Houston Rockets     | NBA  | PF   | 2  | 0   | 9   | 4.0 | 20.0 | .200 | 4.0 | 12.0 | .333 | 0.0 | 8.0  | .000 | 0.0 | 0.0 |      | 8.0   | 4.0    | 12.0 | 0.0  | 12.0 | 0.0 | 12.0 | 12.0 | 12.0 |
| 1997-98   | 25   | Houston Rockets     | NBA  | SF   | 7  | 0   | 37  | 9.7 | 27.2 | .357 | 2.9 | 9.7  | .300 | 6.8 | 17.5 | .389 | 3.9 | 5.8 | .667 | 2.9   | 2.9    | 5.8  | 1.0  | 1.9  | 0.0 | 1.9  | 1.9  | 26.3 |
| 1999-00   | 27   | Vancouver Grizzlies | NBA  | SF   | 13 | 0   | 181 | 3.8 | 10.1 | .373 | 0.0 | 1.6  | .000 | 3.8 | 8.6  | .442 | 0.6 | 0.8 | .750 | 2.6   | 4.6    | 7.2  | 2.2  | 1.4  | 0.6 | 1.2  | 1.8  | 8.2  |
| Total     |      |                     | NBA  |      | 22 | 0   | 227 | 4.8 | 13.3 | .357 | 0.6 | 3.3  | .190 | 4.1 | 10.0 | .413 | 1.1 | 1.6 | .700 | 2.9   | 4.3    | 7.1  | 1.9  | 1.9  | 0.5 | 1.7  | 2.2  | 11.3 |